# 歐陽曉芳
歐陽曉芳（1983年4月5日—），遼寧朝陽人，中國大陸舉重選手。

## 生涯
歐陽曉芳在1994年時於遼寧省朝陽市體育學校參與舉重訓練，教練王金俠。翌年，她轉至遼寧省體育學校，朱明武為她的教練。1999年，她入選遼寧舉重隊，教練是姜雪輝。兩年後，她被提拔至國家隊，馬文輝是她當時的教練，現在為丁勇。
在2003年10月的五城會中，歐陽曉芳於舉重項目的女子63公斤級小項中壓過東道主長沙市對手，奪得金牌。其後一年的全國錦標賽中，她在湖南永州以252.5公斤的總成績贏得冠軍並打破了之前的世界紀錄。
2005年10月，歐陽曉芳在十運會的舉重項目中奪得女子63公斤級小項的金牌，成績為260公斤。次年10月，她在加勒比海國家多明尼加城市聖多明各舉行的世界錦標賽中以5公斤的差距壓過俄羅斯對手，摘下金牌。同年12月的多哈亞運，她於舉重項目的女子63公斤級小項中以5公斤的距離不敵泰國對手，為中國增添一面銀牌。

## 資料來源
1. ↑  遼寧選手歐陽曉芳獲全國女子舉重錦標賽63公斤級冠軍 的存檔，存档日期2013-03-17.，
2. ↑  全國女子舉重錦標賽落幕 中國姑娘四超世界紀錄 的存檔，存档日期2007-09-28.
3. ↑  .   [2011-12-02]. （原始内容存档于2006-11-10）.